# Annick Grassi
Annick Meline Grassi, geb. Hess (* 1985) ist eine ehemalige deutsche Nationalspielerin in der Boulespiel-Sportart Pétanque im Deutschen Boccia-, Boule- und Pétanque-Verband e.V. Sie war deutsche Meisterin und Teilnehmerin bei Weltmeisterschaften. Sie ist seit 2014 Bürgermeisterin von Waldachtal.

## Karriere
Grassi spielt seit ihrer Jugend Boule, wurde mehrmals in den Nationalkader berufen und spielte in ihrer aktiven Zeit für den Pétanqueclub Burggarten Horb, der heute in der Pétanque-Bundesliga vertreten ist sowie für den Union Sportive Vesoul Pétanque im Département Haute-Saône in Frankreich.
Im Frauen-Triplette gewann sie 2004 die Silbermedaille bei den Weltmeisterschaften.
Neben vielen nationalen Erfolgen in Deutschland erreichte sie von 2008 bis 2012 auch vordere Plätze bei den nationalen Meisterschaften in Frankreich.

## Erfolge

### International
- 2004: 2. Platz Weltmeisterschaft Frauen Triplette zusammen mit Daniela Thelen, Gudrun Deterding und Lara Koch[3]

- 2008: Teilnahme an der Weltmeisterschaft

### National

#### Deutschland
Bei den Juniors (U18) und Erwachsenen:
- 2000: 3. Platz Deutsche Meisterschaft Triplette Juniors zusammen mit Patrick Abdelhak und Frank Müller
- 2001: 2. Platz Deutsche Meisterschaft Triplette Juniors zusammen mit Patrick Abdelhak und Tobias Müller
- 2002: 3. Platz Deutsche Meisterschaft Doublette mixte zusammen mit Christian Tanneur
- 2003: 1. Platz Deutsche Meisterschaft Doublette mixte zusammen mit Christian Tanneur
- 2005: 3. Platz Deutsche Meisterschaft Frauen Doublette zusammen mit Muriel Hess

#### Frankreich
- 2009: 3. Platz Französische Meisterschaft Frauen Doublette zusammen mit Sylvia Py[5]
- 2010: 3. Platz Französische Meisterschaft Frauen Triplette zusammen mit Sandrine Castencau und Sylvia Py[6]

## Privates
Nach dem Abitur am Kepler-Gymnasium Freudenstadt absolvierte Grassi ein Studium im nicht technischen gehobenen Verwaltungsdienst an der Hochschule Kehl. Grassi ist Diplom-Verwaltungswirtin (FH). Sie arbeitete zunächst als Sachbearbeiterin in der Kommunalverwaltung des Ortenaukreises und später in Kappelrodeck. Seit 2014 ist sie gewählte Bürgermeisterin der Gemeinde Waldachtal. Sie ist verheiratet und hat zwei Kinder. Für die Partei Freie Wähler sitzt sie seit 2019 im Kreistag des Landkreises Freudenstadt.
Ihre Schwester Muriel Hess ist ebenfalls erfolgreich im Boule-Sport und war bereits mehrfach deutsche Meisterin sowie Europameisterin.